# 夏层铺镇
夏层铺镇，是中华人民共和国湖南省永州市江永县下辖的一个乡镇级行政单位。

## 行政区划
夏层铺镇下辖以下地区：
夏层铺社区、马蹄村、汝泳村、水田村、东塘村、东铺村、底铺村、禾田村、夏层铺村、高家村、寺下村、水源头村、洞美村、李家村、雄川村、汉江源村、龙眼庙村、上甘棠村、九牛冲村、邓家村、下甘棠村、福洞村、昔形塘村、岗背村和棠下村。

## 中国传统村落
2012年，上甘棠村被评为首批“中国传统村落”。